# Laterallus levraudi
Laterallus levraudi е вид птица от семейство Rallidae. Видът е застрашен от изчезване.

## Разпространение
Видът е разпространен във Венецуела.